# Saison 3 de Raising Hope
Chronologie
Saison 2 Saison 4
Cet article présente les vingt-deux épisodes de la troisième saison de la série télévisée américaine Raising Hope.

## Diffusion francophone
- En Suisse, les seize premiers épisodes ont été diffusées du 12 octobre 2013 au 24 mai 2014 sur RTS Un, puis les six épisodes restant ont été diffusées du 23 août 2014 au 13 décembre 2014 sur RTS Deux
- En Belgique, elle a été diffusée du 24 décembre 2014 au 16 janvier 2015 sur RTL-TVI
- En France, la troisième saison a été diffusée du 2 avril 2015[2] au 16 avril 2015 sur M6[3].

## Synopsis
Jimmy Chance, 23 ans, habite chez ses parents, Virginia et Burt, et vit de petits boulots. Sa vie change littéralement lorsqu'il se retrouve contraint d'élever sa fille Hope, âgée de quelques mois et fruit d'une aventure d'une nuit avec une tueuse en série condamnée à mort et exécutée.

## Distribution

### Acteurs principaux
- Lucas Neff (VF : Alexandre Gillet) : James « Jimmy » Chance
- Martha Plimpton (VF : Élisabeth Fargeot) : Virginia Chance
- Garret Dillahunt (VF : Vincent Ropion) : Burt Chance
- Shannon Woodward (VF : Hélène Bizot) : Sabrina Collins
- Cloris Leachman (VF : Michèle Bardollet) : Barbara June Thompson « Maw Maw », arrière-arrière-grand-mère de Hope, et grand-mère de Virginia
- Gregg Binkley (VF : Philippe Siboulet) : Barney, manager de l’épicerie Palooza
- Baylie Cregut et Rylie Cregut : Hope Chance (née Princesse Beyoncé Carlyle)

### Acteurs récurrents
- Kate Micucci (VF : Barbara Beretta) : Shelly
- Todd Giebenhain (VF : Éric Marchal) : Frank
- Wilmer Valderrama (VF : Thomas Roditi) : Ricardo Cruz

### Invités
- Melanie Griffith : Tamara Collins, la mère de Sabrina (épisodes 1 et 4)
- Tippi Hedren : Nana, la grand-mère de Sabrina (épisode 1)
- Greyson Chance : Jimmy enfant (épisode 1)
- Jenny Slate (VF : Marie Diot) : Joan, travailleuse social[4] (épisodes 2 et 3)
- Chris Klein : Brad[5] (épisode 6)
- Leslie Jordan : le révérend Bob[6] (épisodes 4 et 14)
- Christopher Lloyd : Dennis Powers (épisode 11)
- Christopher Douglas Reed : Liam[7] (épisode 9)
- Emily Rutherfurd (en) : Kelly[8] (épisode 16)
- Brian Doyle-Murray : Walt[8] (épisode 16)
- Mike O'Malley : Mason[9] (épisode 17)
- Liza Snyder : Sarah[9] (épisode 17)
- Jason Lee (VF : Emmanuel Gradi) : Smokey Floyd[10] (épisode 19)
- Ethan Suplee (VF : Olivier Cordina) : Andrew[10] (épisode 19)
- Jaime Pressly (VF : Valérie Nosrée) : Donna[10] (épisode 19)
- Eddie Steeples (VF : Jean-Christophe Clément) : Tyler[10] (épisode 19)
- Nadine Velazquez (VF : Julie Turin) : Valentina[10] (épisode 19)

## Production
Le 9 avril 2012, Fox a renouvelé la série pour cette troisième saison de 22 épisodes.
Le 19 octobre 2012, la chaîne a commandé deux épisodes supplémentaires, soit un total de 24 épisodes.
Le 23 janvier 2013, le nombre d'épisode est revu à la baisse à l'annonce des changements opérés dans la grille du mardi de FOX, la saison repassant à 22 épisodes.

### Casting
En août 2012, les actrices Melanie Griffith et Tippi Hedren ont obtenu un rôle le temps d'un épisode et l'acteur Wilmer Valderrama, un rôle récurrent, lors de la saison.
En octobre 2012, l'acteur Christopher Lloyd a obtenu un rôle le temps d'un épisode dans la troisième saison.

## Liste des épisodes

### Épisode 1:Nanas et Faux Nénés
- États-Unis /  Canada : 2 octobre 2012 sur FOX[15] / Citytv
- Suisse : 12 octobre 2013 sur RTS Un[16]
- Belgique : 24 décembre 2014 sur RTL-TVI[17]
- France : 2 avril 2015 sur M6[18]

- États-Unis : 3,9 millions de téléspectateurs[19] (première diffusion)

- Melanie Griffith (Tamara, la mère de Sabrina)
- Tippi Hedren (la grand-mère de Sabrina)
- Greyson Chance (Jimmy, jeune)

### Épisode 2:Faut pas pousser Maw Maw dans les orties, première partie
- États-Unis /  Canada : 9 octobre 2012 sur FOX / Citytv
- Suisse : 19 octobre 2013 sur RTS Un
- Belgique : 25 décembre 2014 sur RTL-TVI
- France : 2 avril 2015 sur M6

- États-Unis : 4,03 millions de téléspectateurs[20] (première diffusion)

- Jenny Slate (Social Worker)
- Trace Garcia (Jimmy, âgé de 4 ans)

### Épisode 3:Faut pas pousser Maw Maw dans les orties, deuxième partie
- États-Unis /  Canada : 16 octobre 2012 sur FOX / Citytv
- Suisse : 26 octobre 2013 sur RTS Un
- Belgique : 26 décembre 2014 sur RTL-TVI
- France : 3 avril 2015 sur M6

- États-Unis : 4,23 millions de téléspectateurs[21] (première diffusion)

- Jenny Slate (travailleur social)

### Épisode 4:Tout est bon dans le jambon
- États-Unis /  Canada : 23 octobre 2012 sur FOX / Citytv
- Suisse : 8 février 2014 sur RTS Un
- Belgique : 29 décembre 2014 sur RTL-TVI
- France : 3 avril 2015 sur M6

- États-Unis : 4,1 millions de téléspectateurs [22] (première diffusion)

- Melanie Griffith (Tamara)
- Leslie Jordan : le révérend Bob

### Épisode 5:Villages people
- États-Unis /  Canada : 30 octobre 2012 sur FOX / Citytv
- Suisse : 15 février 2014 sur RTS Un
- Belgique : 29 décembre 2014 sur RTL-TVI
- France : 6 avril 2015 sur M6

- États-Unis : 4,05 millions de téléspectateurs [23] (première diffusion)

### Épisode 6:Presque frères
- États-Unis /  Canada : 13 novembre 2012 sur FOX / Citytv
- Suisse : 22 février 2014 sur RTS Un
- Belgique : 30 décembre 2014 sur RTL-TVI
- France : 6 avril 2015 sur M6

- États-Unis : 3,73 millions de téléspectateurs[24] (première diffusion)

- Chris Klein (Brad)

### Épisode 7:Mafiochoco
- États-Unis /  Canada : 20 novembre 2012 sur FOX / Citytv
- Suisse : 1er mars 2014 sur RTS Un
- Belgique : 30 décembre 2014 sur RTL-TVI
- France : 7 avril 2015 sur M6

- États-Unis : 3,57 millions de téléspectateurs[25] (première diffusion)

- Todd Giebenhain (Frank)
- Samuel Gilbert (Kid)
- Carla Jimenez (Rosa)
- Johnny Sanchez III (Carlos)
- Gary Anthony Williams (Dave Davidson)
- Rosie Garcia (Annette)
- Ethan Kent (June Bug)
- Trace Garcia (Jimmy, âgé de cinq ans)
- Geo Corvera (la doublure pour l'acrobatie de Rosa)
- Jean Paul Ruggiero (la doublure pour l'acrobatie de Carlos)
- Stacey Carino-Marcus (doublure pour l'acrobatie de la femme)

### Épisode 8:Le Syndrome du colon furieux
- États-Unis /  Canada : 27 novembre 2012 sur FOX / Citytv
- Suisse : 8 mars 2014 sur RTS Un
- Belgique : 31 décembre 2014 sur RTL-TVI
- France : 7 avril 2015 sur M6

- États-Unis : 3,87 millions de téléspectateurs[26] (première diffusion)

- Todd Giebenhain (Frank)
- Trace Garcia (Jimmy, âgé de cinq ans)
- Wilmer Valderrama : Roberto
- Ryan Doom : Wyatt
- Leann Hunley : Francine
- Cary Y. Mizobe : Yoshi

### Épisode 9:Lubrique à brac
- États-Unis /  Canada : 4 décembre 2012 sur FOX / Citytv
- Suisse : 15 mars 2014 sur RTS Un
- Belgique : 1er janvier 2015 sur RTL-TVI
- France : 8 avril 2015 sur M6

- États-Unis : 3,66 millions de téléspectateurs[27] (première diffusion)

- Todd Giebenhain (Frank)
- Jocelyn Anderson (Marilyn)
- Brad Grunberg (officier Stan)
- Christopher Douglas Reed (Liam)
- Ella Anderson (Annie)
- David Pressman (Dr Snowden)
- Kevin Foster (doublure de Burt)

### Épisode 10:Fin du monde au balcon, Noël aux tisons
- États-Unis /  Canada : 11 décembre 2012 sur FOX / Citytv
- Suisse : 22 mars 2014 sur RTS Un
- Belgique : 1er janvier 2015 sur RTL-TVI
- France : 8 avril 2015 sur M6

- États-Unis : 4,03 millions de téléspectateurs[28] (première diffusion)

- Carla Jimenez (Rosa)
- Skyler Stone (Cousin Mike)
- Johnny Sanchez III (Carlos)
- David Bloom (Little Kid)
- Dave Fennoy (Barry)
- Rosie Garcia (Annette)
- Gavin Kent (June Bug)
- Arielle Zimmerman (doublure de Virginia)
- Kevin Foster (doublure de Burt)
- Meggin Penkal (doublure de Sabrina)
- Jen Hansen (doublure de Maw Maw)
- Clint Jones (conducteur)

### Épisode 11:Retour vers le futur crédit
- États-Unis /  Canada : 8 janvier 2013 sur FOX / Citytv
- Suisse : 29 mars 2014 sur RTS Un
- Belgique : 2 janvier 2015 sur RTL-TVI
- France : 9 avril 2015 sur M6

- États-Unis : 3,74 millions de téléspectateurs[29] (première diffusion)

- Christopher Lloyd (Dennis Powers)

### Épisode 12:Les Seigneurs de l'anneau
- États-Unis /  Canada : 15 janvier 2013 sur FOX / Citytv
- Suisse : 5 avril 2014 sur RTS Un
- Belgique : 2 janvier 2015 sur RTL-TVI
- France : 9 avril 2015 sur M6

- États-Unis : 3,63 millions de téléspectateurs[30] (première diffusion)

- Todd Giebenhain (Frank)
- Matt Riedy (Scotch Wilkinson)
- Darla Haun (Susan)
- Karen McClain (Big Judy)
- John Yuan (Nick)
- Matt Yuan (Hubert)
- Whit Hertford (l'officier Ross)
- Bergen Williams (Sandra)
- Eric Kaldor (Rodney)
- Chris Carnel (doublure pour les acrobaties de Jimmy)

### Épisode 13:Very bad teuf
- États-Unis /  Canada : 22 janvier 2013 sur FOX / Citytv
- Suisse : 12 avril 2014 sur RTS Un
- Belgique : 5 janvier 2015 sur RTL-TVI
- France : 10 avril 2015 sur M6

- États-Unis : 4 millions de téléspectateurs[31] (première diffusion)

### Épisode 14:Le Mariage de Jimmy et Sabrina
- États-Unis /  Canada : 29 janvier 2013 sur FOX / Citytv
- Suisse : 10 mai 2014 sur RTS Un
- Belgique : 6 janvier 2015 sur RTL-TVI
- France : 10 avril 2015 sur M6>

- États-Unis : 3,84 millions de téléspectateurs[32] (première diffusion)

- Leslie Jordan (le révérend Bob)
- Todd Giebenhain (Frank)
- Bijou Phillips (Lucy)
- Greg Germann (Dale)
- Kate Micucci (Shelley)
- Leslie Jordan (Reverend Bob)
- Indira G. Wilson (Marquisha)
- Arshad Aslam (Ranjan)

### Épisode 15:Yo Zappa Do, première partie
- États-Unis /  Canada : 29 janvier 2013 sur FOX / Citytv
- Suisse : 17 mai 2014 sur RTS Un
- Belgique : 7 janvier 2015 sur RTL-TVI
- France : 13 avril 2015 sur M6

- États-Unis : 3,32 millions de téléspectateurs[32] (première diffusion)

- Todd Giebenhain (Frank)
- Camden Garcia (Trevor)
- Wilmer Valderrama (Ricardo)
- Steve Edwards (Steve Edwards)
- Santino Jimenez (Day Laborer / Juan)
- Matt Winston (Stu)
- Mark Sweet (Joey)
- Elsie Kate Fisher (Susie)
- Emma Yarovinskiy (Cici)
- Joe Thornton Jr. (Tony)
- Tommy Primeau (Dreaklock Hitchhiker)

### Épisode 16:Yo Zappa Do, deuxième partie
- États-Unis /  Canada : 5 février 2013 sur FOX / Citytv
- Suisse : 24 mai 2014 sur RTS Un
- Belgique : 8 janvier 2015 sur RTL-TVI
- France : 13 avril 2015 sur M6

- États-Unis : 3,87 millions de téléspectateurs[33] (première diffusion)

- Camden Garcia (Trevor)
- Matt Winston (Stu)
- Emily Rutherfurd (en) (Kelly)
- Brian Doyle-Murray (Walt)
- Mark Sweet (Joey)
- Jordan Black (Matthew)
- Hansford Rowe (Harold)
- Fred Rubin (Jacob)
- Chuti Tiu (FOX President)
- Kevin Graham Clarke (NBC President)
- Eric Deskin (BET President)

### Épisode 17:Sexe, Clown et Vidéo
- États-Unis /  Canada : 5 février 2013 sur FOX / Citytv
- Suisse : 23 août 2014 sur RTS Deux[34]
- Belgique : 9 janvier 2015 sur RTL-TVI
- France : 14 avril 2015 sur M6

- États-Unis : 3,53 millions de téléspectateurs[33] (première diffusion)

- Sam Ayers (Matt)
- Mike O'Malley (Mason)
- Liza Snyder (Sarah)
- Frank Crim (Leo)
- Todd Giebenhain (Frank)
- Trace Garcia (Jimmy à cinq ans)

### Épisode 18:Envers et contre tous
- États-Unis /  Canada : 19 février 2013 sur FOX / Citytv
- Suisse : 27 septembre 2014 sur RTS Deux
- Belgique : 12 janvier 2015 sur RTL-TVI
- France : 14 avril 2015 sur M6

- États-Unis : 3,65 millions de téléspectateurs[35] (première diffusion)

- Luke Perry (the Ghost of Arbor Day - Past, Present and Future)

### Épisode 19:Rock'n'chance
- États-Unis /  Canada : 26 février 2013 sur FOX / Citytv
- Suisse : 18 octobre 2014 sur RTS Deux
- Belgique : 13 janvier 2015 sur RTL-TVI
- France : 15 avril 2015 sur M6

- États-Unis : 3,53 millions de téléspectateurs[36] (première diffusion)

- Trace Garcia (Five Year Old Jimmy)
- Jason Lee (Smokey Floyd)
- Ethan Suplee (Andrew)
- Jaime Pressly (Donna)
- Eddie Steeples (Tyler)
- Nadine Velazquez (Valentina)
- Timothy Stack (TVs Tim Stack)
- Abdoulaye N'Gom (Nescobar-A-Lop-Lop)
- Michael Burger (Host)
- Sherita Starks (Stephanie)
- Drew Wicks (Vince)
- Susan Geiser O'Connell (Liz)
- Dan O'Connor (Scott)
- Shelley Robertson (Jill)
- Doug Wax (Utility Stunt)
- Edie Lehmann Boddicker (Vocal Coach)

- Dans cet épisode, cinq anciens acteurs principaux de la série Earl sont invités.

### Épisode 20:La Guerre des ex
- États-Unis /  Canada : 26 février 2013 sur FOX / Citytv
- Suisse : 8 novembre 2014 sur RTS Deux
- Belgique : 14 janvier 2015 sur RTL-TVI
- France : 15 avril 2015 sur M6

- États-Unis : 3,12 millions de téléspectateurs[36] (première diffusion)

- Hilary Duff (Rachel)
- Brian Michael Jones (Richard)
- Trace Garcia (Jimmy à 5 ans)
- Mike Elton (Singer # 1)
- Samantha Johnson (Singer # 2)
- Krystal Allen (Singer # 3)
- Miranda Mendoza (Singer # 4)
- Michael Arceneaux (Singer # 5)
- Hunter Wells (Singer # 6)
- Nolan Gordin (Singer # 7)

### Épisode 21:Burt Mitzvah
- États-Unis : 28 mars 2013 sur FOX[1]
- Canada : 16 mai 2013 sur Citytv
- Suisse : 6 décembre 2014 sur RTS Deux
- Belgique : 15 janvier 2015 sur RTL-TVI
- France : 16 avril 2015 sur M6

- États-Unis : 4,16 millions de téléspectateurs[37] (première diffusion)

- Shirley Jones (mère de Burt)
- Lee Majors (père de Burt)

### Épisode 22:Bonne fête Maw Maw
- États-Unis : 28 mars 2013 sur FOX[1]
- Canada : 16 mai 2013 sur Citytv
- Suisse : 13 décembre 2014 sur RTS Deux[38]
- Belgique : 16 janvier 2015 sur RTL-TVI[39]
- France : 16 avril 2015 sur M6[40]

- États-Unis : 3,28 millions de téléspectateurs[37] (première diffusion)